# August Fornmark

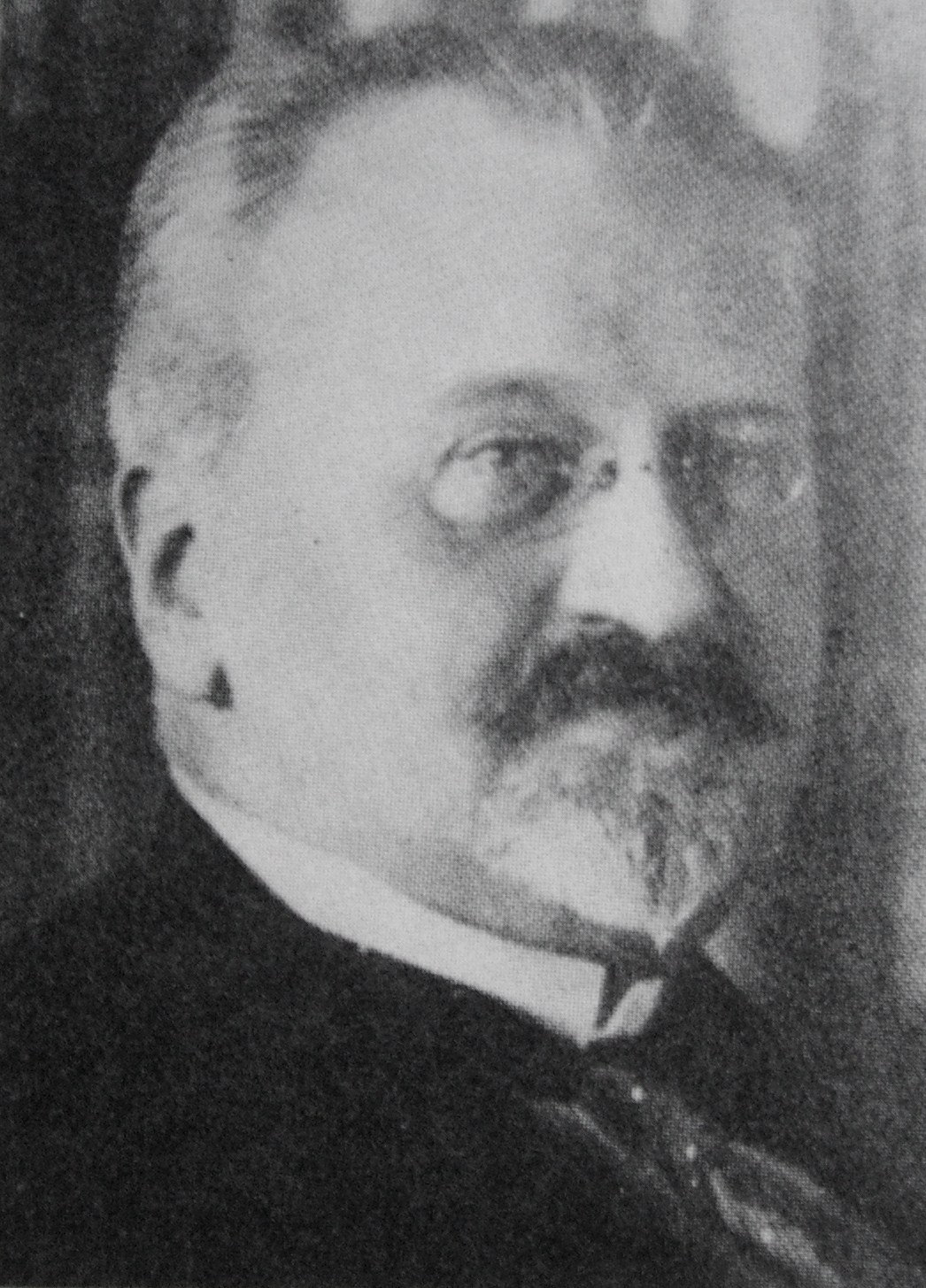
Emil August Fornmark

Emil August Fornmark, född 12 oktober 1861 i Åtvids socken, Östergötlands län, död 21 november 1935, var en svensk läkare. Han var far till Erik Fornmark.
Fornmark blev student vid Uppsala universitet 1879, medicine kandidat där 1884, medicine licentiat vid Karolinska institutet i Stockholm 1889, var tillförordnad förste provinsialläkare i Västmanlands län 1891–92 och stadsläkare i Malmö 1892–1926. Han var inspektör för Sophie Hermanssons privata sinnessjukanstalt Holmehus vid Kärleksgatan i Södra Förstaden från 1893, ledamot av styrelsen för Malmö asyl 1903, för Sydsvenska kreditaktiebolaget från 1906, AB Skånska Cementgjuteriet, Skånska Cement AB samt ledamot av sinnessjukinterneringskommittén 1913.
Fornmark var ordförande för det konstituerande möte den 7 november 1903 under vilket Malmö Nya Valmansförening, en av de första moderna högerföreningarna i Sverige, bildades och blev även dess förste ordförande (1903–06).